# Angolemi
Angolemi (gr. Αγγολεμι, tur. Taşpınar) – wieś na Cyprze, w dystrykcie Nikozja.